# أي دمعة حزن لا (مسلسل)
أي دمعة حزن لا مسلسل درامي اجتماعي من تأليف أحمد الفردان ومحمد القفاص وإخراج محمد القفاص والعرض الأول 3 ديسمبر 2013 .

## قصة المسلسل
مسلسل درامي اجتماعي يتم تسليط الضوء فيه على العلاقات الاجتماعية ما بين الرجل والمرأة في عدة صور وتراكيب كعلاقة الزوج والزوجة والحبيب والحبيبة وعلاقات الأصدقاء والآباء بالأبناء.

## طاقم العمل
- زهرة عرفات.
- خالد أمين.
- سعيد قريش.
- فاطمة عبد الرحيم.
- مشاري البلام.
- أمل العوضي.
- عبد المحسن القفاص.
- حسين المهدي.
- مها النمر.
- عبد الله عبد العزيز.
- عبير أحمد.
- أحمد إيراج.
- مها محمد.
- مروة محمد.
- فهد باسم.
- سوسن هارون.
- أحمد الصالح.
- غازي حسين.
- بدرية أحمد.
- شمعة محمد.
- إبراهيم البنكي.
- أحمد عيسى.
- منصور الغانم.
- شاليمار.
- حسين العويناتي.
- هشام علي.